# Staatsliedenbrug
De Staatsliedenbrug (brug 139) is een vaste brug in Amsterdam Oud-West.
De brug vormt de verbinding tussen de Van Limburg Stirumstraat en de Tweede Nassaustraat. Ze overspant daarbij de Kostverlorenvaart met haar kades De Wittenkade. Het grootste deel van Kostverlorenvaart maakt deel uit van de Staande Mastroute door Amsterdam-West, maar net dit gedeelte niet, zodat volstaan kon worden met een vaste brug.
In 1897/1898 kwam hier een brug om de beide De Wittenkades met elkaar de verbinden en een doorreis mogelijk te maken vanuit de Staatsliedenbuurt naar de Marnixstraat. De brug moest in 1909 verstevigd worden in verband met toenemend verkeer. In 1930 was de brug weer aan vervanging toe en werd de Dienst der Publieke Werken gevraagd voor een nieuwe brug. Bruggenarchitect Piet Kramer was er toen werkzaam. Er zijn tekenen dat de brug van hem is, maar zijn handtekening ontbreekt op het ontwerp; het is afkomstig van “het bureau”. De hand van Kramer is terug te vinden in de stijl van de Amsterdamse School, de afwisseling bak- en natuursteen (er is hier opvallend veel natuursteen gebruikt), de lettervoering van anno 1931, natuurstenen kolommen aan het eind van de brug en de siersmeedijzeren balustraden. Meest opvallend aan de brug zijn de scheepsvormige basis van de pijler in het midden en de daarop rustende lantaarns.
Over de verkeersbrug rijdt sinds 22 juli 2018 tramlijn 5. De brug dankt haar naam aan de wijk waar zij naar toevoert, de Staatsliedenbuurt.
<<< · 100 · 101 · 102 · 103 ·  105 · 106 · 107 · 108 · 109 ·  110 · 111 · 112 · 113 · 114 · 115 · 116 · 117 · 118 · 119 · 120 · 121 · 122 · 123 · 124 · 125 · 126 · 127 · 128 · 129 · 130 · 131 · 132 · 135 · 136 · 137 · 138 · 139 · 140 · 141 · 142 · 143 · 144 · 145 · 146 · 147 · 148 · 149 ·  150 · 151 · 152 · 155 · 156 · 159 · 160 · 161 · 162 · 163 · 164 · 165 · 166 · 167 · 168 · 169 ·  170 · 171 · 172 · 173 · 174 · 175 · 176 · 177 · 178 · 179 · 180 · 181 · 182 · 183 · 184 · 185 · 186 · 187 · 189 · 190 · 191 · 192 · 193 · 194 · 195 · 196 · 198 · 199 · >>>
Brugnummers 104, 133, 134, 153, 154, 157, 158, 188 en 197 zijn niet (meer) in gebruik.